# Piggyback (canción)
«Piggyback», estilizado como PIGGYBACK es una canción de la cantante estadounidense Melanie Martinez. Lanzada el 22 de diciembre de 2017 mediante la plataforma SoundCloud, no integra un álbum discográfico. La cantante recibió una acusación de violación por parte de Timothy Heller a principios de diciembre de ese año, por lo que algunos críticos y la prensa han señalado que la canción es una respuesta a este incidente.

## Antecedentes
El 4 de diciembre de 2017 la cantante estadounidense Timothy Heller acusó directamente en Twitter a Martinez de un presunto delito de abuso sexual. Ambas mantenían una relación de amistad desde hace unos años. Heller anunció que Martinez la agredió sexualmente en su domicilio, el 25 de junio de 2015 en dos ocasiones. La presunta víctima se encontraba bajo la influencia de drogas, particularmente la marihuana, lo que de acuerdo a su declaración, propició un estado de inconsciencia que no le permitió defenderse. La agresión sexual consistió en la penetración con un consolador y sexo oral. Un día después, Martínez publicó que las acusaciones la "horrorizaron y entristecieron" a ella y que Heller "nunca dijo que no a lo que eligieron hacer juntas", insinuando que creía que había consentimiento.
El 9 de diciembre la cantante volvió a referirse al altercado con Timothy Heller mediante su cuenta de Twitter agradeciendo a los fanes por su continuo apoyo y enfatizando una vez más que las acusaciones en su contra son totalmente falsas y asegurando que siempre ha confiado en las personas equivocadas que solo están con ella por su propio beneficio y también aseguró que no tendría una relación íntima con alguna persona sin su total consentimiento.
Nuevamente el 19 de julio de 2024, Heller subió un video a su cuenta de TikTok donde aparentemente vuelve a acusar a Martinez del mismo presunto delito de abuso sexual. 

## Composición
Esta canción trata sobre la vida de Melanie y cómo ha sido tratada a través de ella. Habla sobre cuántos amigos falsos ha tenido y cómo mienten sobre ella y usan su amistad solo para ganar fama. Estas personas atacan a Melanie una vez que deja de ser amiga de ellos porque saben que no van a ganar más popularidad sin ella.
Se especula que es una respuesta a las acusaciones de violación de la examiga de Melanie, Timothy Heller. La "mejor amiga" mencionada en esta canción también se supone que es Jackie, a quien Melanie conoce desde el jardín de infantes.

## Lanzamiento y recepción
Piggyback fue lanzada el 22 de diciembre de 2017 a través de la cuenta de SoundCloud de Martinez de manera inesperada y sin promoción alguna. Según Martinez, solo lanzó esta canción a través de SoundCloud porque no quiso obtener ganancias de la situación, tal como Timothy Heller."
Algunos críticos creen que «Piggyback» giraba en torno a las acusaciones que Heller hacía hacia Martínez. Lai Frances de PopCrush pensó que la cantante también estaba haciendo referencia a las personas "falsas" y "plásticas" que ha conocido en su vida". La canción comienza con Martinez detallando su viaje como artista a través de un simple recuerdo: "Confiaba en demasiadas personas falsas cuando aún era joven. Les di el beneficio de la duda, estaba tan equivocada". Según Mike Wass de Idolator, Martínez responde a las acusaciones antes mencionadas en el estribillo: "Estoy harta de jugar Piggyback, juro por Dios que te deseo lo mejor. Estás mintiendo para tratar de ganar un pedazo de mí cuando nunca pudiste acercarte porque sé mi destino". Otras letras de la canción incluyen:" Trabajé duro por mi mierda, puse mi amor en esta mierda. Ahora estás tratando de matar mi nombre por algo de fama, ¿qué es esto? "
Algunos de sus fanáticos elogiaron a Martinez por defenderse a sí misma a través de "lo que mejor se le da, la música". Sin embargo, muchos otros de sus fanáticos, completamente devastados y furiosos por la noticia de la violación, manifestaron que Martinez estaba "acabada" y que este nuevo lanzamiento musical era "una batalla de palabra contra palabra en su versión musical".